# گروه بارنز
گروه بارنز (انگلیسی: Barnes Group) شرکت هوافضای آمریکایی است، که در سال ۲۰۰۰ تأسیس شد.